# Psilota viridis
Psilota viridis là một loài ruồi trong họ Ruồi giả ong (Syrphidae). Loài này được Macquart mô tả khoa học đầu tiên năm 1847. Psilota viridis phân bố ở miền Australasia